# Фолден (тауншип, Миннесота)
Фолден (англ. Folden) — тауншип в округе Оттер-Тейл, Миннесота, США. На 2000 год его население составило 265 человек.

## География
По данным Бюро переписи населения США площадь тауншипа составляет 92,2 км², из которых 89,3 км² занимает суша, а 2,8 км² — вода (3,06 %).

## Демография
По данным переписи населения 2000 года здесь находились 265 человек, 112 домохозяйств и 81 семья.  Плотность населения —  3,0 чел./км².  На территории тауншипа расположена 151 постройка со средней плотностью 1,7 построек на один квадратный километр. Расовый состав населения: 98,87 % белых, 0,75 % азиатов и 0,38 % приходится на две или более других рас. Испанцы или латиноамериканцы любой расы составляли 0,38 % от популяции тауншипа.
Из 112 домохозяйств в 22,3 % воспитывались дети до 18 лет, в 67,9 % проживали супружеские пары, в 2,7 % проживали незамужние женщины и в 26,8 % домохозяйств проживали несемейные люди. 22,3% домохозяйств состояли из одного человека, при том 7,1 % из — одиноких пожилых людей старше 65 лет. Средний размер домохозяйства — 2,37, а семьи — 2,79 человека.
17,0 % населения — младше 18 лет, 4,9 % — в возрасте от 18 до 24 лет, 24,2 % — от 25 до 44, 34,3 % — от 45 до 64, и 19,6 % — старше 65 лет. Средний возраст — 47 лет. На каждые 100 женщин приходилось 107,0 мужчин.  На каждые 100 женщин старше 18 приходилось 122,2 мужчин.
Средний годовой доход домохозяйства составлял 38 333 доллара, а средний годовой доход семьи —  40 250 долларов. Средний доход мужчин —  27 250  долларов, в то время как у женщин — 26 563. Доход на душу населения составил 18 252 доллар . За чертой бедности находились 4,6 % семей и 6,9 % всего населения тауншипа, из которых 2,1 % младше 18 и 4,8 % старше 65 лет.